# 売布神社駅
売布神社駅（めふじんじゃえき）は、兵庫県宝塚市売布二丁目にある、阪急電鉄宝塚本線の駅。駅番号はHK-54。

## 歴史
開業時はホームが短く、3両編成の列車は止まることができないほどの小駅であった。2両編成の列車であっても、事前に申し出がなければ駅に停車することはなかった。

### 年表
- 1914年（大正3年）3月21日：箕面有馬電気軌道（現在の阪急電鉄）により、中山寺駅（現在の中山観音駅） - 清荒神駅間に新設[3]。
- 2013年（平成25年）12月21日：駅番号導入[4][5]。

## 駅構造
相対式ホーム2面2線を有する地上駅。分岐器や絶対信号機を持たないため、停留所に分類される。改札は上下線のホームで別々になっており、各ホームを連絡する跨線橋などは設置されていないため、改札内でホーム間の移動はできない。かつては梅田方面ホームには改札がなく構内踏切が存在し、宝塚方面ホームのみ改札があった。なお、駅舎（改札口）は上下ホームとも宝塚寄りにある。
トイレは大阪方面ホームにある。

### のりば
| 号線 | 路線      | 方向 | 行先         |
| ---- | --------- | ---- | ------------ |
| 1    | ■宝塚本線 | 下り | 宝塚方面     |
| 2    | ■宝塚本線 | 上り | 大阪梅田方面 |

※実際には構内にのりば番号表記はないが、スマートフォン向けアプリ「阪急沿線ナビ TOKKアプリ」の発車案内機能では、宝塚方面が1号線、大阪梅田方面が2号線と表示されている。

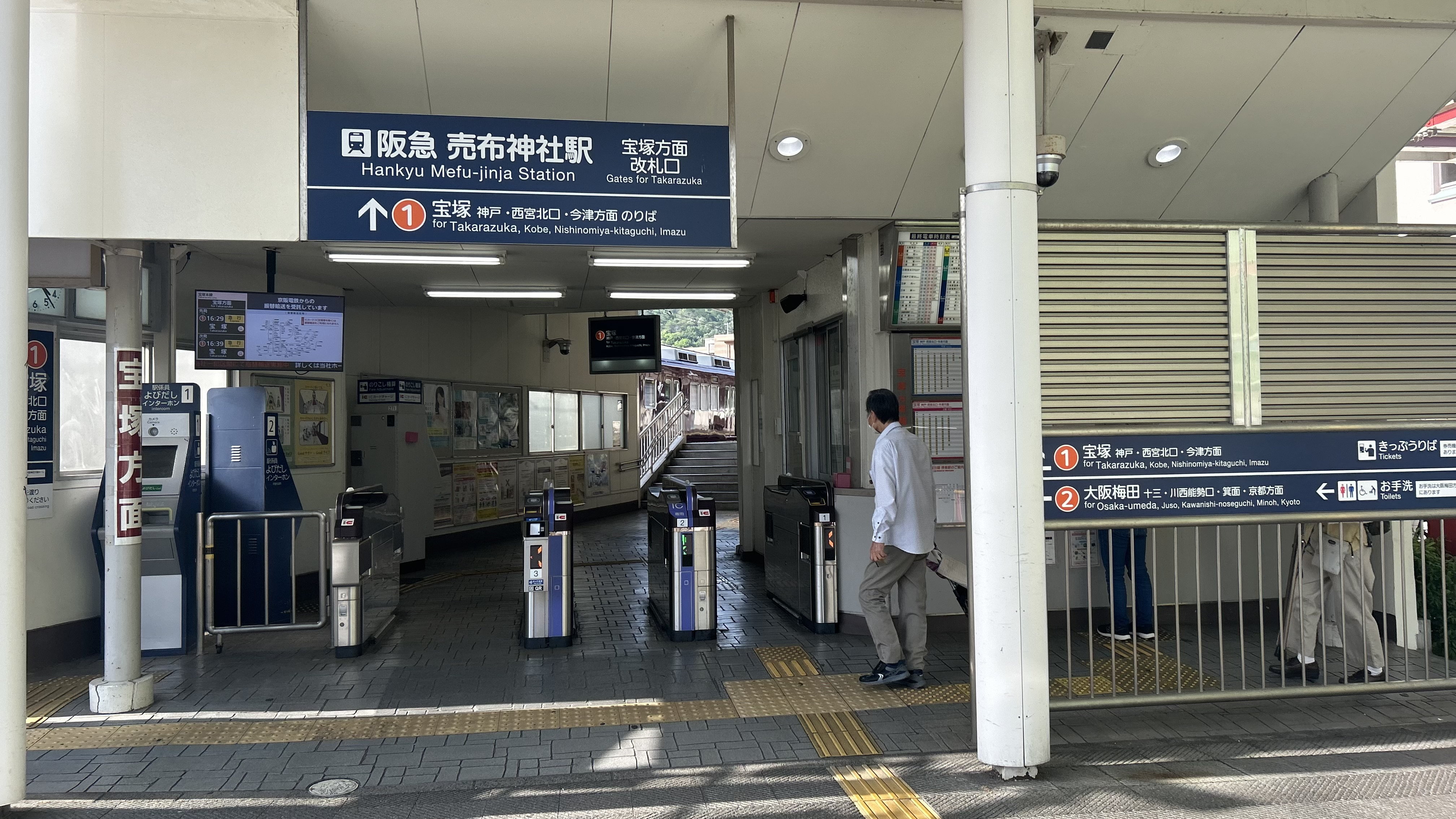
南口
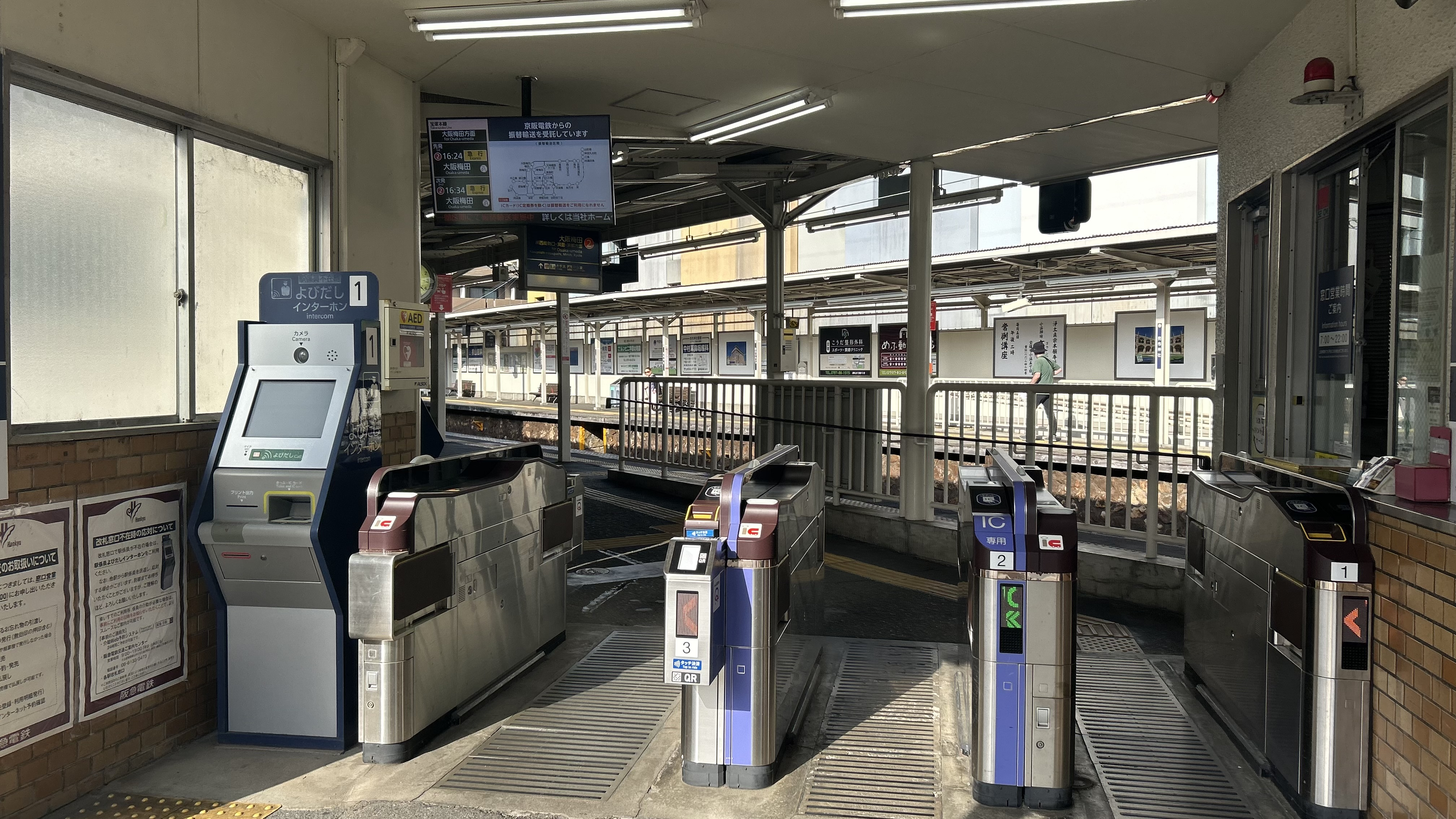
北改札口
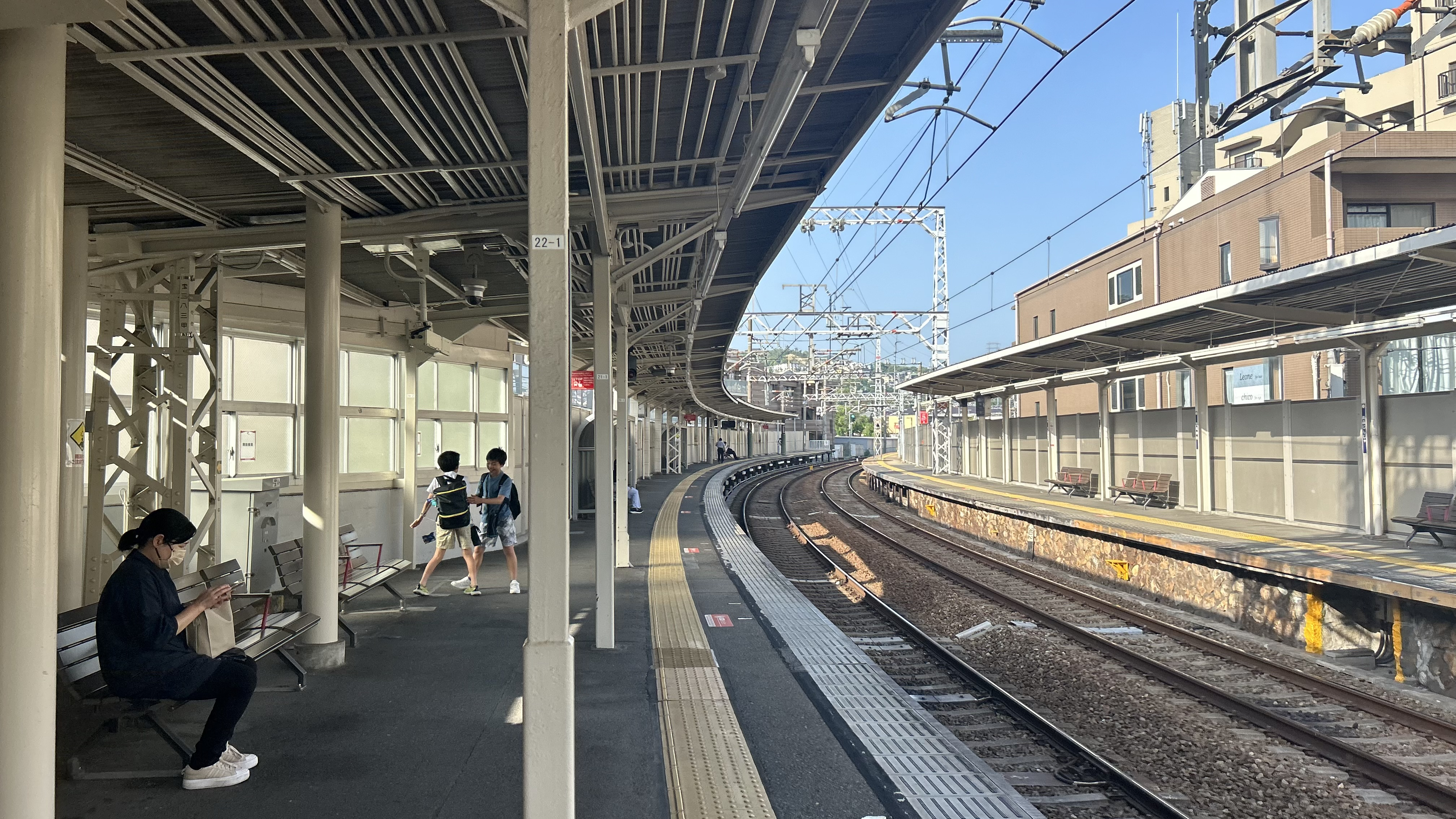
大阪方面ホーム
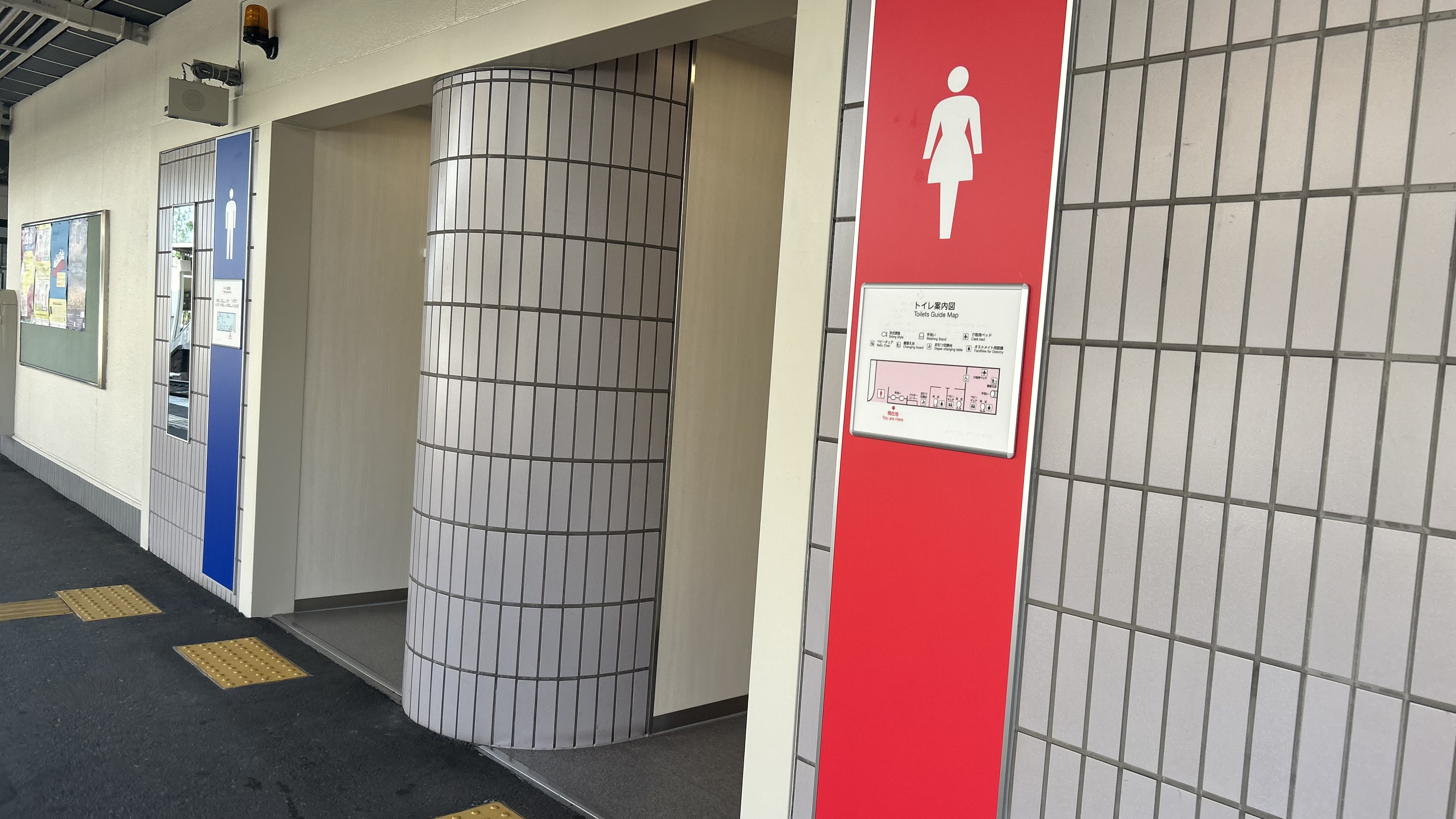
トイレ
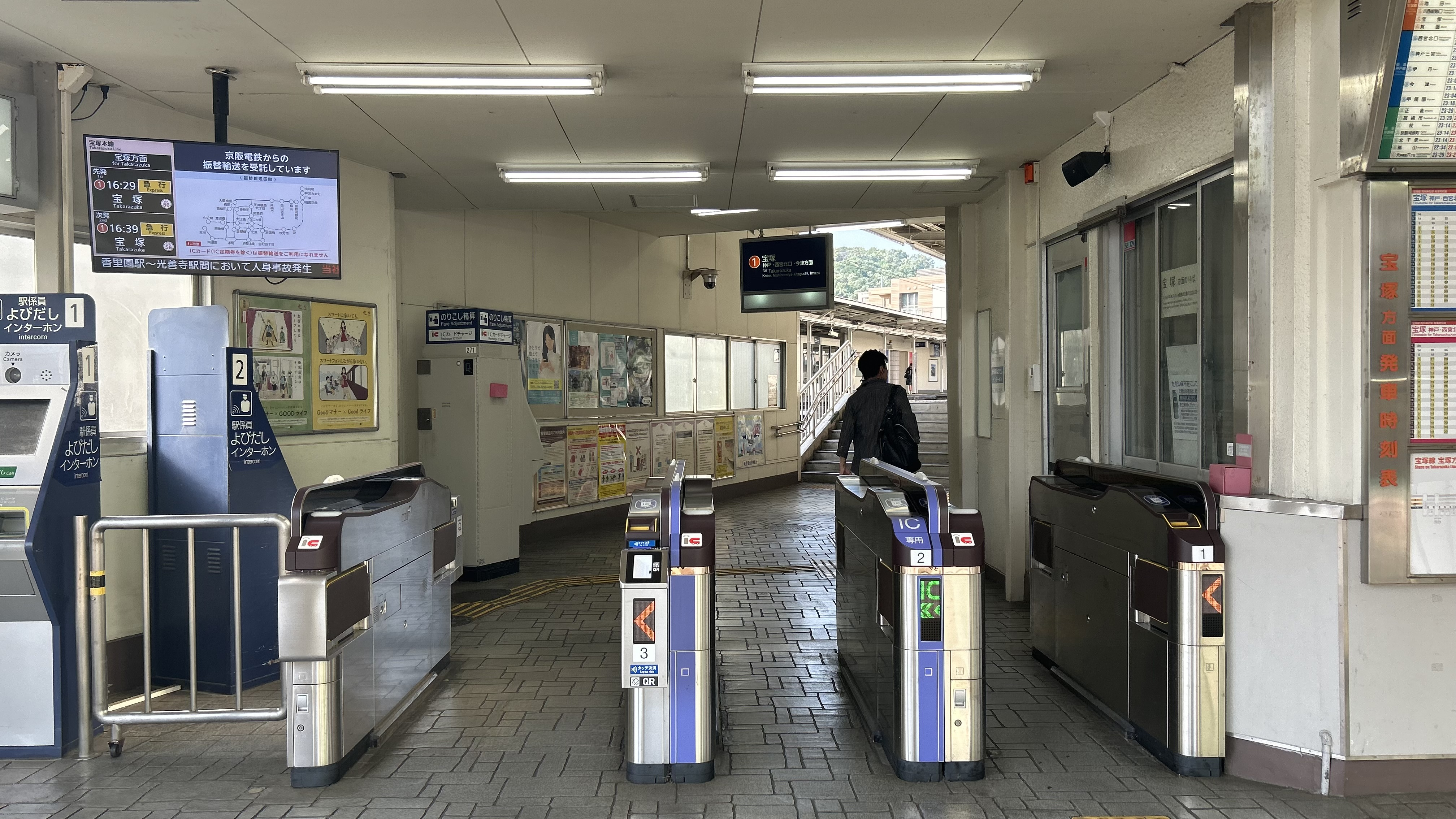
南改札口
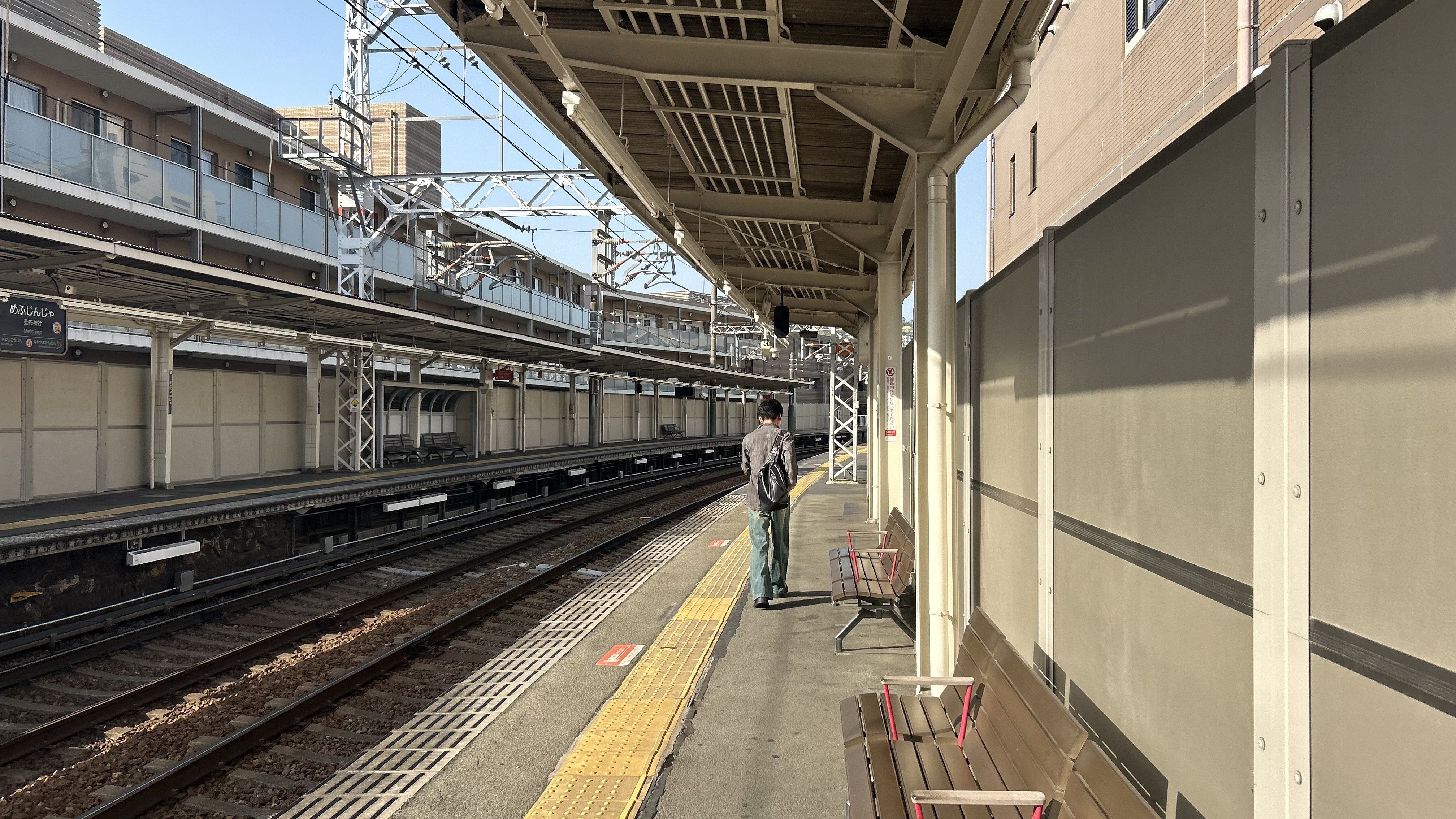
宝塚方面ホーム
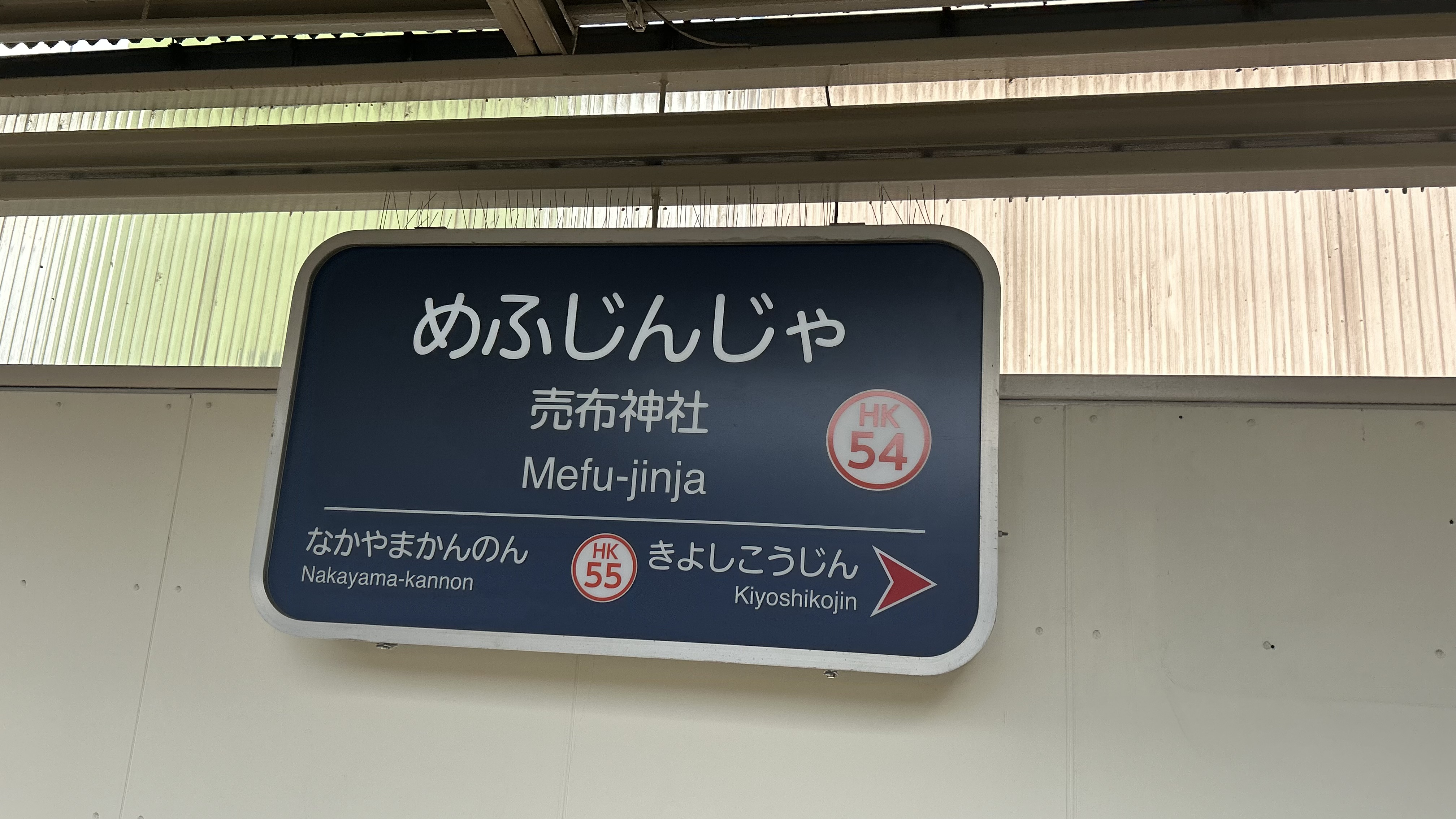
駅名標

## 利用状況
2023年（令和5年）の通年平均の乗降人員は7,170人である。阪急電鉄の駅では下新庄駅に次いで第76位。阪急宝塚本線の駅では清荒神駅に次いで乗降人員が少ない。
また、2019年（令和元年）のある特定日における1日の乗降人員は9,357人である。
各年度の特定日における1日の乗車・乗降人員推移は下表の通り。
| 年度               | 特定日   | 特定日   |
| 年度               | 乗降人員 | 乗車人員 |
| ------------------ | -------- | -------- |
| 1996年（平成08年） | 8,778    | 4,396    |
| 1997年（平成09年） | 8,855    | 4,497    |
| 1998年（平成10年） | 8,967    | 4,478    |
| 1999年（平成11年） | -        | -        |
| 2000年（平成12年） | 11,705   | 6,255    |
| 2001年（平成13年） | 11,799   | 6,003    |
| 2002年（平成14年） | 12,141   | 6,250    |
| 2003年（平成15年） | 10,064   | 5,035    |
| 2004年（平成16年） | 10,399   | 5,190    |
| 2005年（平成17年） | 9,937    | 5,231    |
| 2006年（平成18年） | 9,373    | 4,720    |
| 2007年（平成19年） | 9,482    | 4,746    |
| 2008年（平成20年） | 9,528    | 4,836    |
| 2009年（平成21年） | 9,658    | 4,821    |
| 2010年（平成22年） | 9,060    | 4,569    |
| 2011年（平成23年） | 9,903    | 5,001    |
| 2012年（平成24年） | 9,415    | 4,758    |
| 2013年（平成25年） | 9,054    | 4,561    |
| 2014年（平成26年） | 9,330    | 4,735    |
| 2015年（平成27年） | 9,159    | 4,658    |
| 2016年（平成28年） | 9,239    | 4,700    |
| 2017年（平成29年） | 9,376    | 4,764    |
| 2018年（平成30年） | 9,338    | 4,736    |
| 2019年（令和元年） | 9,357    | 4,740    |

## 駅周辺
周辺は閑静な住宅地となっている。

### ピピアめふ
阪神・淡路大震災後の駅前再開発により誕生した複合商業施設。主要テナントは以下の通り。 
- 宝塚市売布神社駅前サービスステーション
- 宝塚市消費生活センター
- 宝塚シネ・ピピア（映画館）[2]
- コープめふ

### その他の周辺施設
- 売布神社[2]
- 宝塚売布郵便局
- 宝塚寿郵便局
- 宝塚市立売布小学校
- 宝塚黙想の家 (御受難会 日本準管区本部)[8]

### バス路線
「阪急売布神社駅」バス停があり、阪急バスの路線が乗り入れる。下記は2022年4月30日現在。
- 売布循環線（系統番号なし）
  - 売布きよしガ丘・泉ガ丘循環
  - 売布きよしガ丘→泉ガ丘→阪急中山観音駅（南口）→宝塚営業所前→宝塚市立病院（平日のみ）
  - 売布きよしガ丘→泉ガ丘→阪急中山観音駅（南口）→宝塚営業所前（休日のみ）

## 隣の駅
阪急電鉄
■宝塚本線
■急行・■通勤急行・■準急・■普通（通勤急行は宝塚行きのみ、準急は大阪梅田行きのみ運転）
中山観音駅 (HK-53) - 売布神社駅 (HK-54) - 清荒神駅 (HK-55)